# Bunar na Pjaci u Hvaru
Veliki komunalni bunar na pjaci u gradu Hvaru sagrađen je u razdoblju od 1519. - 1520. godine općinskim sredstvima. Gustirna je izvorno bila opremljena kamenom krunom isklesanom u Pučišćima (otok Brač), koja je uklonjena u 17. stoljeću odlukom mletačkih vlasti, a od krune je sačuvan tek natpis koji spominje godinu izgradnje 1520., danas ugrađen u jugozapadni dio katedrale. Gustirna je popravljena 1779. godine, kada je postavljen i natpis, danas sačuvan samo u arhivskom prijepisu. Temeljito je pregrađena 1835. – 1848. godine, o čemu svjedoči natpis uklesan 1855. godine na južnu stranu nove kamene krune klasicističkog oblikovanja, promjera 260 cm, izrađene iz četiri dijela. Kamena kruna konkavnog i konveksnog oblikovanja ukrašena je jednostavnim geometrijskim ukrasom i opremljena rešetkom od kovanog željeza koja štiti željezni pokrov. Pred 1. svjetski rat prostrana je gustirna pregrađena, te su postavljene crpke za vodu sjeverno i južno od kamene krune, od kojih su do danas sačuvana samo kamena postolja.

## Zaštita
Pod oznakom Z-6973 zaveden je kao nepokretno kulturno dobro - pojedinačno, pravna statusa zaštićena kulturnog dobra, klasificirano kao "ostalo".